# Cromozom

Cromozomul (din limba greacă chromo - „culoare” și soma - „corp”) este o structură celulară ce poate fi observată în cursul diviziunilor celulare în etapa numită metafază și care reprezintă forma condensată a cromatinei interfazice, structură nucleoproteică formată din asocierea unei molecule de ADN cu proteine. Cromozomii au rol în păstrarea și transmiterea corectă a informației ereditare la celulele fiice în cursul diviziunilor celulare mitotice sau meiotice.

## Istoria descoperirii cromozomilor
J.Gregor Mendel cunoscutul călugăr austriac de origine cehă, considerat azi părintele geneticii, a formulat teoria factorilor ereditari bazându-se pe renumitele experimente cu Pisum satvium.

## Structura ADN
În 1953, J.Watson și F. Crick au descoperit structura tridimensională a ADN-ului, bazându-se pe studiile de difracție cu raze X. Lucrarea pubilcată în același an, chiar dacă era doar de o pagină lungime, a revoluționat genetica și a pus bazele geneticii moleculare de astăzi.
Acidul dezoxiribonucleic reprezintă substratul molecular al eredității, fiind un polimer de molecule individuale numite nucleotide, fiecare nucleotid este compus dintr-o bază azotată, o pentoză (dezoxiriboză) și un radical fosfat. Bazele azotate sunt purinice și pirimidinice. Purinele includ adenină (A) și guanină (G), iar pirimidinicele citozină (C) și Timina (T).

## Genomul viral
Genomul viral e constituit din ADN/ARN, o moleculă uni/bicatenară lineară/circulară, închisă de un înveliș de proteine. Viroizii au genomul numai de tip ARN.

## Cromozomii procariotelor
Se întâlnesc la algele albastre-verzi sau la bacterii. Sunt formați dintr-o singură macromoleculă de ADN dublu catenară elicală, circulară, covalent închisă, complexată cu un tip de proteine (nu histonice). Se replică continuu. Transcrierea și traducerea (translația) se desfășoară simultan.

## Cromozomii eucariotelor
Celulele eucariote (celule cu nucleu precum cele ale drojdiilor, plantelor, animalelor) au cromozomi multipli, lineari, de dimenisuni mari. Fiecare cromozom are un centromer și unul sau două brațe care pornesc din acest centromer. Există și excepții, de exemplu, cromozomii mitocondriali au dimensiuni mici, sunt circulari iar anumite eucariote pot avea cromozomi suplimentari citoplasmatici, lineari sau circulari.
La eucariote, în nucleul interfazic (interfaza cuprinzând etapele ciclului celular dintre două mitoze) ADN-ul nuclear este asociat cu proteine numite histone formând fibra de cromatină cu diamentrul de 11 nm. Această fibră este condensată cu ajutorul anumitor proteine formând structuri granulare nucleare de mărime variabilă și cu afinitate mai mult sau mai puțin importantă pentru anumiți coloranți. Aceste două tipuri de cromatină sunt:
Eucromatina - cu localizare în regiunea centrală a nucleului, despiralizată și cu afinitate redusă pentru coloranți, constituită din ADN activ transcripțional (de exemplu, gene ce pot fi traduse în proteine).
Heterocromatina - cu localizare la periferia nucleului, condensată și cu afinitate crescută pentru coloranți, constituită din ADN inactiv transcripțional.
Poate fi de două tipuri: heterocromatină constitutivă (heterocromatină ce nu este niciodată exprimată, formată din secvențe repetate de ADN) și heterocromatină facultativă (heterocromatină ce conține gene ce pot fi exprimate în anumite condiții).
În timpul diviziunilor celulare, mitotice sau meiotice, cromatina se condensează puternic și formează cromozomii. Astfel, cromatina interfazică și cromozomii sunt două stări diferite de condensare ale aceleiași structuri nucleoproteice. 
Cromozomii mitotici sunt formați din două structuri paralele numite cromatide surori unite printr-o regiune numită centromer. Fiecare cromatidă este formată de o moleculă de ADN asociată cu proteine ce permit condensarea ei.

### Cromozomii umani
În 1956, J.H. Tjio și A. Levan au descoperit că celulele somatice umane conțin 46 de cromozomi și nu 48 cum se credea înainte. Celulele somatice umane sunt diploide și conțin două seturi haploide de cromozomi, fiecare set haploid format din 23 de cromozomi, câte unul din fiecare pereche. Cei 46 cromozomi se împart în 22 de perechi de cromozomi identici la bărbați și la femei numiți autozomi, plus o pereche de cromozomi sexuali (numiți și heterozomi sau gonozomi), identici la femei  și diferiți la bărbați (XY).

## Clasificarea cromozomilor umani
Cromozomii umani sunt variabili în ceea ce privește dimensiunea și forma. Ei sunt clasificați folosind sistemul Denver, după numele localității din statul Colorado, SUA, în care a avut loc conferința ce a pus la punct această clasificare. La baza acestui sistem de clasificare stau următoarele criterii:
a) dimensiunea cromozomilor (mari, mijlocii, mici);
b) indicele centromeric (raportul dintre lungimea brațului scurt și lungimea totală a cromozomului) ce împarte cromozomii umani în trei categorii: metacentrici (cu centromerul situat în regiunea mediană), submetacentrici (cu centromerul situat în regiunea submediană) și acrocentrici (centromerul fiind situat excentric, în apropierea regiunii telomerice a brațului scurt);
c) prezența sateliților.
Dispunerea cromozomilor unei celule diploide, ordonați în perechi și grupe în funcție de dimensiuni și plasarea centromerului, reprezintă „cariograma” speciei respective. Formula scrisă cu cifre și litere care descrie cariograma se numește „cariotip”.

### Cariotipul uman normal
Celulele umane conțin 23 de perechi de cromozomi ce formează 7 grupe notate cu literele mari: A, B, C, D, E, F și G.
- Grupa A - Cuprinde cromozomii din perechile 1, 2 și 3 care sunt cromozomi mari metacentrici (perechile 1 și 3) și submetacentrici (perechea 2).
- Grupa B - Cuprinde cromozomii perechilor 4 și 5 care sunt cromozomi mari submetacentrici.
- Grupa C - Cuprinde cromozomii perechilor 6, 7, 8, 9, 10, 11, 12 și cromozomul X care sunt cromozomi mijlocii submetacentrici.
- Grupa D - Cuprinde cromozomii perechilor 13, 14 și 15 care sunt cromozomi mijlocii cu centromerul dispus excentric (acrocentrici) și cu sateliți localizați în regiunea telomerică a brațelor scurte.
- Grupa E - Cuprinde cromozomii din perechile 16, 17 și 18. Ei sunt cromozomi mijlocii cu centromerul median (metacentric) pentru cromozomul 16 și submedian pentru cromozomii 17 și 18.
- Grupa F - Cuprinde cromozomii din perechile 19 și 20; sunt scurți și metacentrici.
- Grupa G - Cuprinde cromozomii 21, 22 și Y. Acești cromozomi sunt scurți și acrocentrici, perechile 21 și 22 prezentând sateliți pe brațele scurte.